# John Docherty
John Docherty (Glasgow, Escocia; 29 de abril de 1940 – 4 de diciembre de 2024) fue un futbolista y entrenador de fútbol escocés que jugó en la posición de extremo.

## Carrera

### Jugador
| Periodo   | Club                | Apariciones | Goles |
| --------- | ------------------- | ----------- | ----- |
| 1959-1961 | Brentford FC        | 17          | 2     |
| 1961–1966 | Sheffield United FC | 41          | 9     |
| 1966–1968 | Brentford FC        | 97          | 31    |
| 1968–1970 | Reading FC          | 46          | 8     |
| 1970–1974 | Brentford FC        | 116         | 33    |
| 1974–1975 | QPR                 | 0           | 0     |

### Entrenador
| Periodo   | Club                |
| --------- | ------------------- |
| 1975–1976 | Brentford FC        |
| 1978–1983 | Cambridge United FC |
| 1986–1990 | Millwall FC         |
| 1990–1991 | Bradford City FC    |
| 1997      | Millwall FC         |

## Logros

### Entrenador
- Football League Second Division: 1987-88[5]

### Individual
- Brentford Hall of Fame.[6]
- Cambridge United Hall of Fame.[7]